# Distretto di la Guerche
Il distretto di la Guerche era una divisione territoriale francese del dipartimento dell'Ille-et-Vilaine, istituita nel 1790 e soppressa nel 1795.
Era formato dai cantoni di la Guerche, Gennes, Janzé, Marcillé, Martigné, Piré, Retiers e le Teil.